# Tomoya Osawa
Tomoya Osawa (født 22. oktober 1984) er en japansk fodboldspiller.
Han har spillet for flere forskellige klubber i sin karriere, herunder Omiya Ardija og Kamatamare Sanuki.